# Bais Yaakov
Bais Yaakov o Beis Yaakov (en hebreu: בית יעקב) és una institució educativa del judaisme ortodox. Bais Yaakov és una escola de educació primària i secondària per a noies. El moviment educatiu Bais Yaakov va ser fundat per Sarah Schenirer, a Cracòvia, Polònia, en 1917, i es va escampar ràpidament per Europa de l'Est entre les comunitats de jueus asquenazites.